# Clostridium herbivorans
Clostridium herbivorans  è una specie di batterio appartenente alla famiglia delle Clostridiaceae.